# Lucio Asinio Polión Verrucoso
Lucio Asinio Polión Verrucoso (en latín: Lucius Asinius Pollio Verrucosus) fue un senador del Alto Imperio Romano, descendiente de Asinio Polión, uno de los políticos más importantes de la época de Julio César, del segundo triunvirato y del imperio de Augusto, que desarrolló su cursus honorum bajo la Dinastía Flavia, alcanzando el honor del consulado en 81 como consul ordinarius junto con el importante general y senador Lucio Flavio Silva.